# Цыбань, Николай Григорьевич
Николай Григорьевич Цыбань (укр. Микола Григорович Цибань; 3 [19] марта 1915, Николаев — 21 апреля 1987 год, Николаев, Украинская ССР) — украинский коммунистический деятель, организатор производства, директор Южного турбинного завода «Зоря» Министерства судостроительной промышленности СССР, Украинская ССР. Герой Социалистического Труда (1966). Кандидат в члены ЦК КПУ (1966—1971). Член ЦК КПУ (1971—1981). Лауреат Государственной премии СССР в области науки и техники (1975).

## Биография
Родился 3 (19) марта 1915 года в рабочей семье в городе Николаев. Окончил семилетнюю школу. С 1930 по 1933 год — ученик школы фабрично-заводского ученичества при Николаевском судостроительном заводе имени Марти, слесарь-монтажник завода.
С 1936 по 1952 год — слесарь-монтажник, ответственный сдатчик подводных лодок, начальник цеха судостроительного завода в городе Комсомольск-на-Амуре.
В 1942 году вступил в КПСС.
В 1951 году без отрыва от производства окончил судостроительный техникум в городе Комсомольск-на-Амуре.
С 1952 по 1955 год — заместитель главного инженера подводного судостроения, главный строитель подводных лодок Черноморского судостроительного завода в городе Николаеве.
С 1955 по 1958 год учился в Николаевском кораблестроительном институте.
С 1959 по 1963 год — главный конструктор Черноморского судостроительного завода в городе Николаеве.
С 1963 по 1978 год — директор Южного турбинного завода (научного производственного объединения «Заря») в городе Николаеве. Во время его руководства на заводе было освоено производство редукторов «Гром» и «Восход», зенитного ракетного комплекса «Кинжал» и другое вооружение кораблей для систем наведения баллистических ракет. В 1966 году удостоен звания Героя Социалистического Труда.
Избирался делегатом XXIV съезда КПУ.
После выхода на пенсию проживал в Николаеве, где скончался 21 апреля 1987 года.

## Награды
- Герой Социалистического Труда — указом Президиума Верховного Совета СССР от 25 июля 1966 года
- Орден Ленина (25.07.1966)
- Орден Октябрьской Революции (26.04.1971)
- Орден Трудового Красного Знамени — трижды (09.10.1952; 28.04.1963; 25.03.1974)
- Орден Красной Звезды (10.04.1945)
- Медаль «За трудовую доблесть» (02.10.1950)
- Почётный гражданин Николаева